# Malattie del sistema immunitario
Le malattie del sistema immunitario sono un ampio gruppo di complessi sindromici ed entità clinico-patologiche accomunate da un profilo patogenetico caratterizzato da alterazione funzionale del sistema immunitario.

## Fisiopatologia
Il sistema immunitario dei vertebrati ha il compito di difendere l'organismo dall'attacco di batteri, virus, funghi e protozoi; questo importantissimo ruolo viene svolto tramite l'azione sinergica di sistemi cellulari e umorali (anticorpi) in grado di riconoscere elementi esterni (e presunti patogeni) all'organismo stesso.
Alterazioni dei delicati e intricati meccanismi alla base di questi processi sono alla base di tutta la fisiopatologia del sistema immunitario. 
- L'incapacità qualitativa o quantitativa di riconoscere od eliminare un agente patogeno viene definita immunodeficienza; si riconoscono immunodeficienze primitive, se dovute ad un difetto genetico, e secondarie, nel caso in cui siano dovute alla presenza di trattamenti farmacologici (prednisone), virus (AIDS) o condizioni iatrogene (splenectomia).
- L'eccessiva risposta verso antigeni esterni normalmente innocui viene definita allergia o ipersensibilità.
- La risposta immunitaria patologica rivolta verso proteine, cellule e tessuti del proprio organismo viene definita autoimmunità.

## Immunodeficienze
La complessità e stretta interdipendenza dei diversi elementi del sistema immunitario fa sì che una mancata od alterata funzionalità di un compartimento si rifletta spesso in maniera massiccia nell'intero sistema. A testimonianza di questo paradigma, si può prendere in considerazione l'esempio della sindrome da immunodeficienza acquisita, dove una diminuzione progressiva dei linfociti T CD4 porta ad una completa disorganizzazione della risposta immunitaria. 
Tra le immunodeficienze primitive ha una particolare importanza la immunodeficienza combinata grave (SCID), entità diagnostica che comprende una serie di disordini genetici che hanno come manifestazione clinica comune una gravissima suscettibilità a infezioni funginee, batteriche e virali. I neonati affetti da questi disordini, raramente arrivano al primo anno di vita. Il substrato patogenetico di queste sindromi è vario; può essere presente un difetto delle proteine responsabili del riarrangiamento genico del recettore dei linfociti T e delle immunoglobuline o un difetto delle vie di trasduzione del segnale intracellulare innescato dalle citochine. In definitiva, nella SCID le cellule del sistema immune non sono in grado di rispondere né qualitativamente né tantomeno quantitativamente allo stimolo antigenico.
Benché deve essere sempre ricordata l'inscindibilità dei compartimenti immunitari, un deficit dell'immunità umorale porterà spesso a
- Diminuita concentrazione sierica di una o più classi di immunoglobuline
- Suscettibilità alle infezioni sostenuti dai germi piogeni (Staphylococcus aureus, Haemophilus influenzae e Streptococcus pyogenes)
- Possibile recidive delle malattie esantematiche (morbillo, rosolia, varicella)
- Inadeguata risposta ai vaccini

Le immunodeficienze primitive che riguardano l'immunità T cellulare possono portare a
- Disseminazioni virali gravi
- Infezioni recidivanti da parte di funghi e batteri intracellulari
- Assenza della risposta di ipersensibilità ritardata

## Allergia ed ipersensibilità
L'intero sistema immunitario può essere coinvolto da una reazione allergica, definita come una risposta immunitaria verso un antigene più o meno innocuo (o allergene) e in grado di provocare alterazioni funzionali e strutturali di tessuti, organi o interi apparati. 
Benché vi siano una grandissima quantità di reazioni allergiche, tutte quante hanno un comune terreno patogenetico caratterizzato dalla presenza di una massiccia risposta dei vasi e dei tessuti perivascolari ad uno stimolo proveniente da fattori prodotti dagli elementi del sistema immune.
Tra le reazioni di ipersensibilità sono comprese 
- anafilassi, rinite allergica, asma (mediate da IgE)
- orticaria cronica (mediata spesso da IgG)
- malattia da siero(per presenza di immunocomplessi)
- dermatite da contatto(medaita da cellule Th1)
- asma cronico, rinite cronica (stimolazione reiterata di cellule Th2)

## Autoimmunità
Nella definizione odierna di malattia autoimmunitaria si fa riferimento ad un'alterazione della tolleranza verso il self. In questo contesto si muove un quadro infiammatorio che esita in 
- manifestazioni sistemiche, quali febbre, astenia, anemia
- manifestazioni organo specifiche, dipendenti dall'organo target del processo autoimmune, con alterazioni morfologiche e deficit funzionale
- manifestazioni collaterali, come la criglobulinemia e i fenomeni vasculitici.